# Harutiun Alpiar

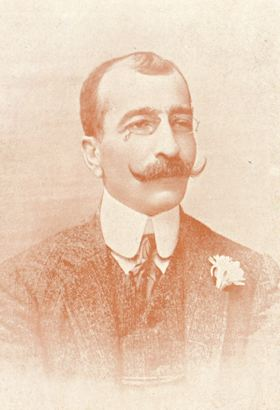
Harutiun Alpiar

Harutiun Alpiar (armenisch Յարութիւն  Ալբիար; * 12. Juli 1864 in Smyrna; † 5. April 1919) war ein armenischer Journalist und humoristischer Schriftsteller. Er benutzte die Pseudonyme Chrysantheme und Radames. Seine Ausbildung erhielt er in Konstantinopel. Er lebte in Europa und Ägypten, wo er das Magazin P'aros herausgab. Ein großer Teil seines Werkes ist immer noch in Zeitschriften verstreut.

## Werke
- 1913 Eine kühne und freie Grammatik der Fantasie, Fantasio, ardzak yev hamardzak kraganutiun, Konstantinopel
- 1915 Hitze-Magier, Շոգ-Մոգ, Konstantinopel
- 1917 Blumen der Willkür, K'mayki Tshaghikner, Konstantinopel

| Personendaten    | Personendaten                                            |
| ---------------- | -------------------------------------------------------- |
| NAME             | Alpiar, Harutiun                                         |
| ALTERNATIVNAMEN  | Յարութիւն Ալբիար                                         |
| KURZBESCHREIBUNG | armenischer Journalist und humoristischer Schriftsteller |
| GEBURTSDATUM     | 12. Juli 1864                                            |
| GEBURTSORT       | Smyrna                                                   |
| STERBEDATUM      | 5. April 1919                                            |